# 埃德蒙森式鐵路車票

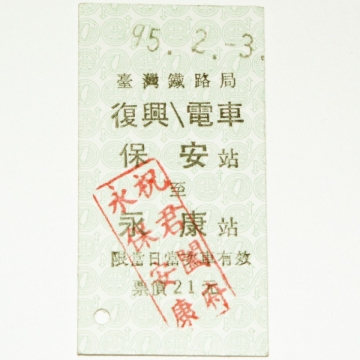
台灣知名的永保安康車票即為埃德蒙森式車票

埃德蒙森式鐵路車票（Edmondson railway ticket），中国大陆称为硬板票，台灣稱為名片式車票、硬票
，是一種使用在鐵路的售票形式，可作為票價和會計的憑證，由原本擔任櫥櫃製造者的一位英國鐵路站長湯馬斯·埃德蒙森（Thomas Edmondson）於1840年代發明，並以其姓氏命名該型車票。
1842年起英國的鐵路清算所開始大量使用，後來並成為車票的標準格式。自1980年代起，由于信息科技和网络技术的发展，许多国家的铁路售票系统陆续更新为电脑联网售票，埃德蒙森式鐵路車票日渐式微。

## 車票格式

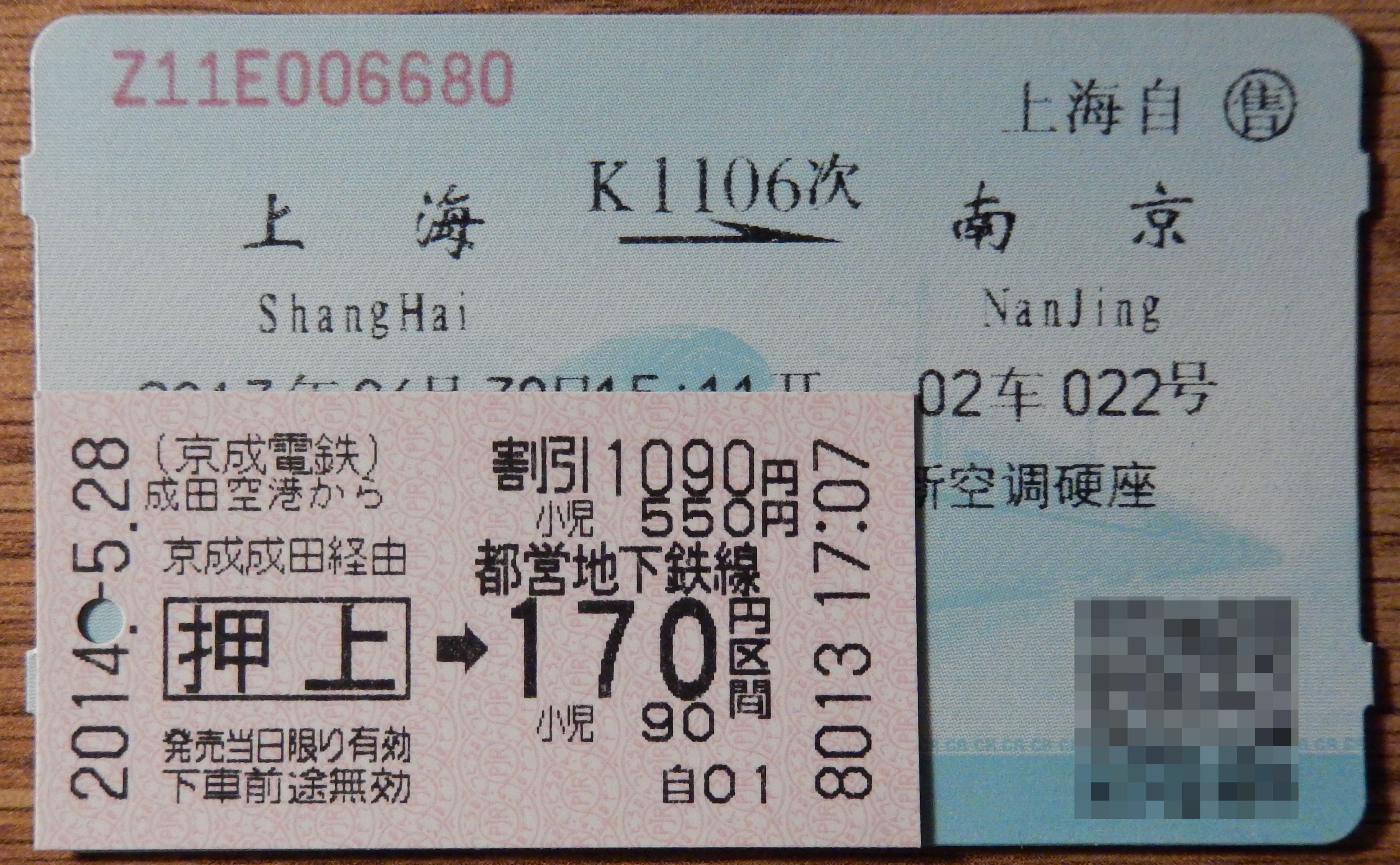
日本的埃德蒙森式车票与中国大陆符合ISO 7810标准的火车票的尺寸比较

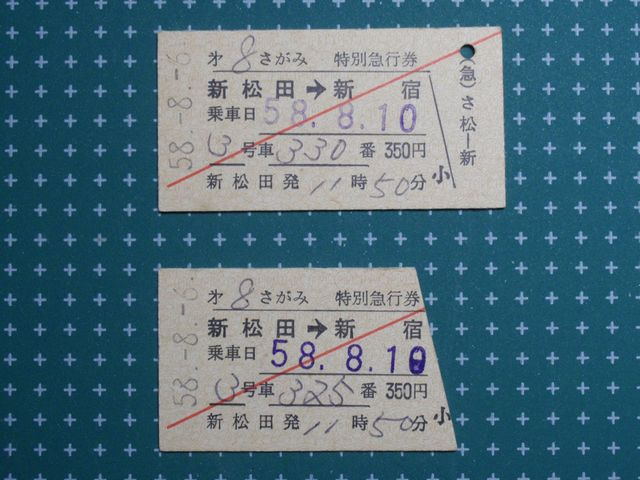
日本的埃德蒙森式鐵路車票，上方成人票價的車票是完整的，孩童票價則將剪斷線右方剪去後使用。

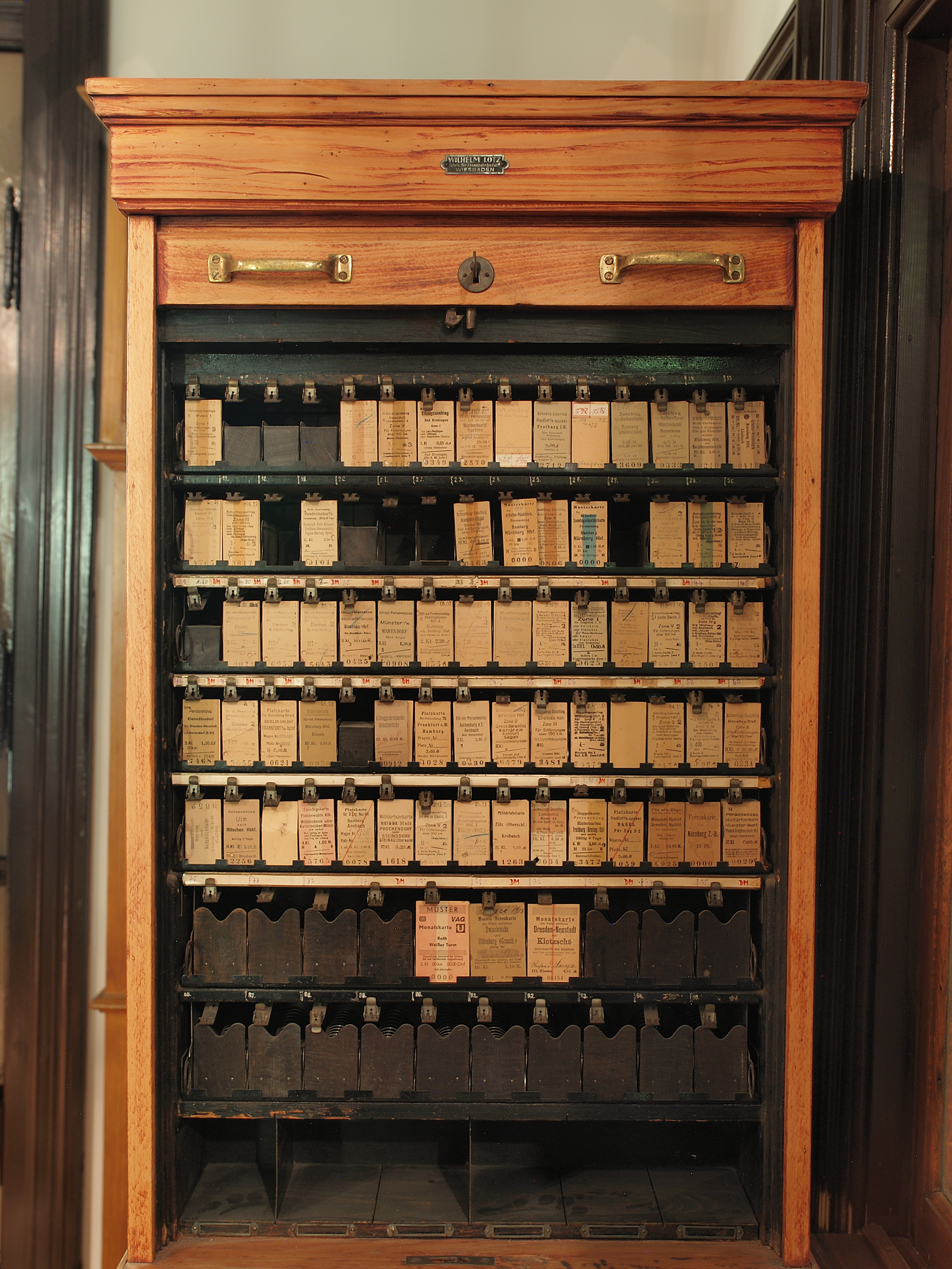
德國鐵路博物館內的車票保存櫃

本型車票最原始規格是是印製在裁切為尺寸1.21 x 2.25英吋（3.09 x 5.71公分）的硬紙板並編號。車票出售時會使用特製機器印上日期。不同地點和車種的車票都會儲存在可鎖上的櫃子。並以不同的顏色和印刷方式作為車票的分別。

### 半價車票
一般來說，半價的車票（例如孩童票）會將車票下端剪斷線以下（橫式印刷則位於右方）部分剪去，剩餘部分作為成人一半票價的半價車票，被剪下的部分可作為憑證，亦節約印製成本。但因此種設計在未經剪去剪斷線以下的車票(全票)由站方回收而未逕作廢的情形下，在帳目會計上所隱含的弊端可能性，一些鐵路營運機構改以分別印製半價車票。

### 車票背面
車票的背面可能會印上鐵路公司的運輸規定或車票編號。

## 各國使用狀況
英國鐵路已於1990年2月停止使用本型車票。但在英國的部分保存鐵道仍有使用，例如泰爾依鐵道、萊頓巴扎德輕便鐵路。在風信子鐵路的 Sheffield Park 車站甚至可參觀車票印製過程。
埃德蒙森式車票曾大量使用在許多國家。歐洲的捷克斯洛伐克、法國、德國、匈牙利、波蘭、瑞士。歐洲以外的澳大利亞和阿根廷也曾使用。在大多數國家本型車票已在1980或1990年代停用。
瑞士直到2007年12月仍有部分車站使用本型車票，尤其是雷蒂亚铁路所屬車站。在瑞士本型車票由 Druckerei Aeschbacher 公司印製。
澳大利亞只有保存鐵道或觀光鐵道仍在使用本型車票，例如普芬比利鐵路。
印度已登錄世界遺產的尼吉里高山鐵路至今仍使用本型車票。
斯里蘭卡國家鐵路至今仍使用來自荷蘭的二手機器印製埃德蒙森式車票。
中國大陸在民國初年就已使用本型車票。在中華人民共和國建政後仍繼續使用硬板票，尺寸長5.7公分，寬2.5公分，已於2007年停用。目前中国大陆的火车票大小与信用卡（ISO 7810）相同。
日本大多數地方性鐵道至今仍在使用本型車票，日語將該型車票稱為「硬券」，共分成四型；長5.75公分，寬3公分的稱為「A型券」，長5.75公分，寬2.5公分的稱為「B型券」，長6公分，寬5.75公分的稱為「C型券」，長8.5公分，寬3公分的稱為「D型券」。
台灣在臺灣鐵路管理局第二代電腦售票系統的1993、1999和2001年三波所屬車站售票系統電腦化及後續票務系統擴增以後，絕大多數車站已不再販售此型車票，僅餘少數車站仍在出售。2024年因原交通部臺灣鐵路管理局改制為國營臺灣鐵路股份有限公司，原印有鐵路局的此型車票至此絕版，已印製的車票也再次在局部車站面臨票面資訊修正、停售或上繳的問題，不過各車站對此亦有不同應對。在特定場合台鐵仍會以本型車票印製紀念票發售。臺灣鐵路管理局的本型車票在中壢車站南方的票務中心印製。阿里山森林鐵路和已停辦客運的台灣糖業鐵路、臺灣鹽業鐵路也曾使用此型車票。
- 台灣仍有常態販售名片式車票的車站有：
  - 集集車站（集集鎮公所代售）
  - 車埕車站（水里鄉公所代售）
  - 大肚車站（僅販售大肚-成功的車票）
  - 追分車站（僅販售追分-成功的車票）
  - 成功車站（僅販售成功-追分的車票）
  - 永康車站、保安車站（僅販售「永保安康」吉祥語車票）
  - 加祿車站（僅販售加祿-東海的車票）

## 收藏
埃德蒙森式鐵路車票因為可以長期保存，且其印刷在票面的訊息可反映車站設立、廢除、更名資訊、車種和路線等鐵路歷史，因此吸引許多人收藏。在台灣和日本由車站名衍伸出的吉祥語車票更是相當有名的紀念品。

## 圖片集

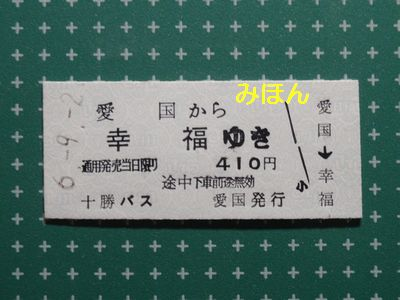
日本北海道「愛國幸福」車票
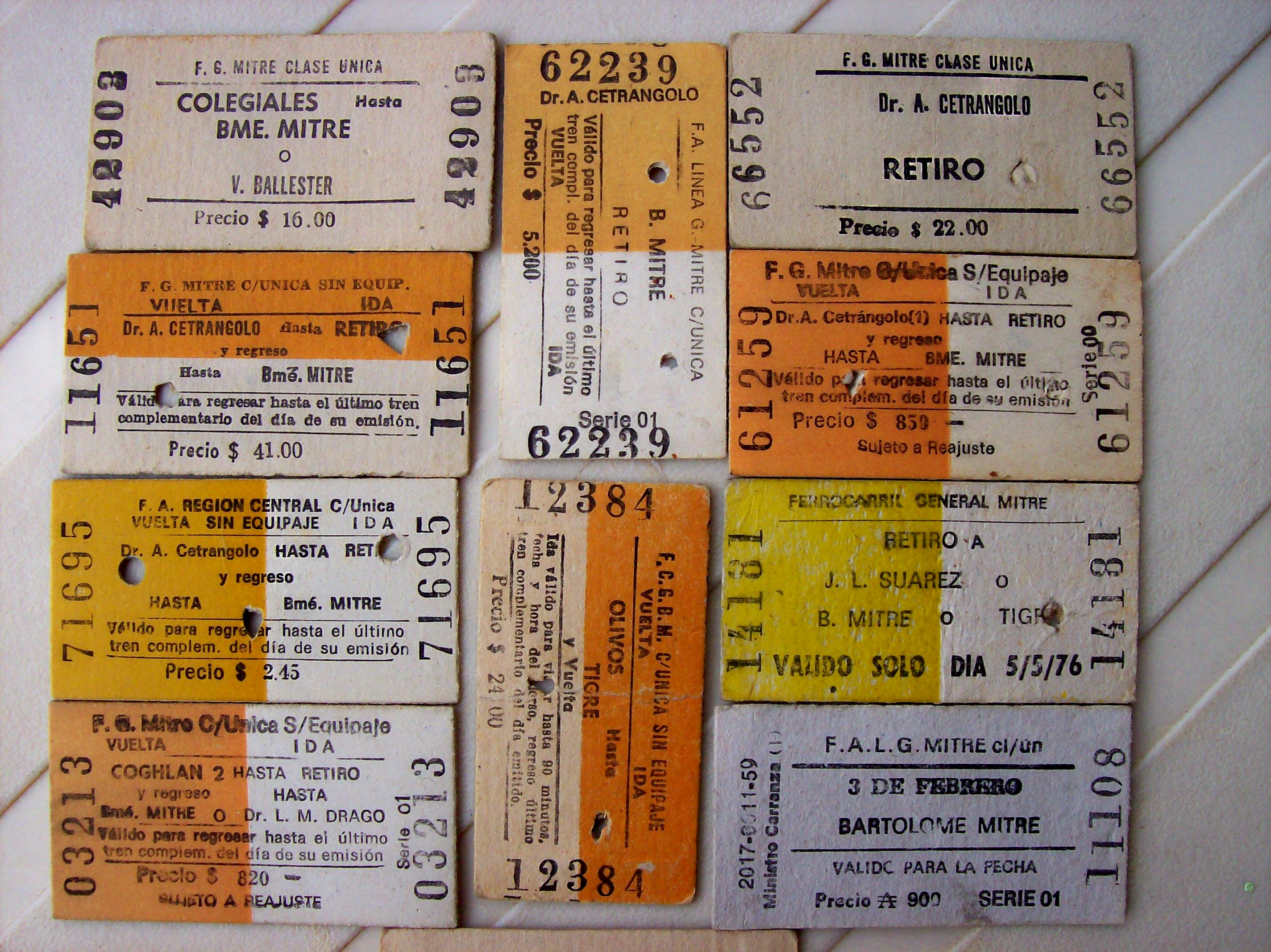
阿根廷的的埃德蒙森式車票
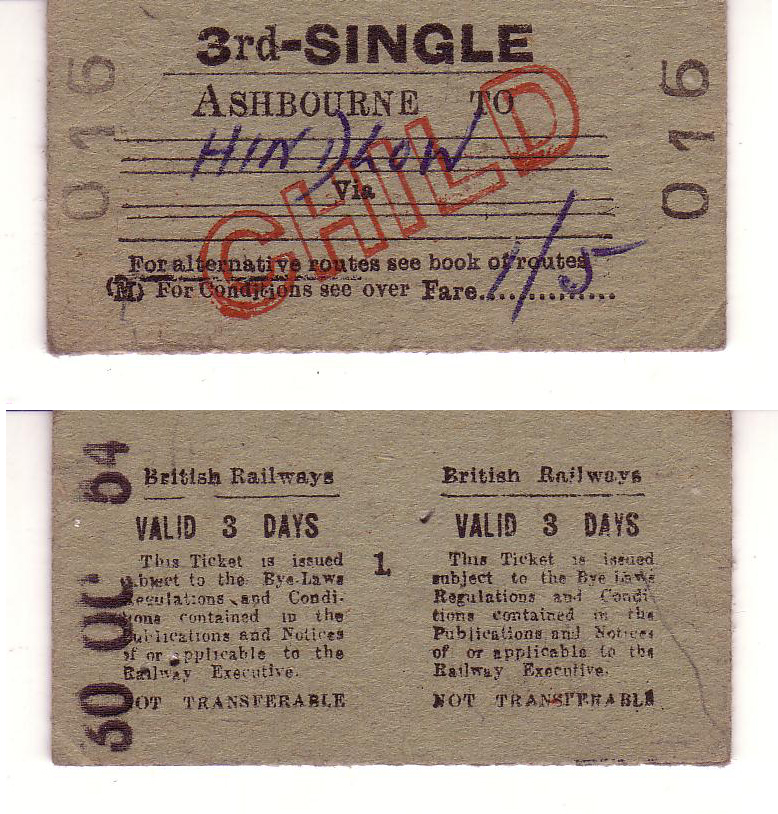
英國的單程孩童票，到達站為手寫
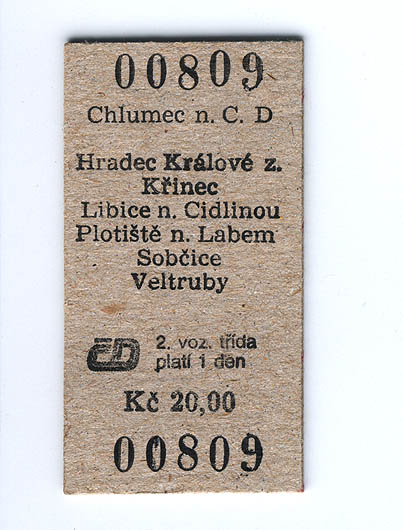
捷克鐵路的埃德蒙森式車票
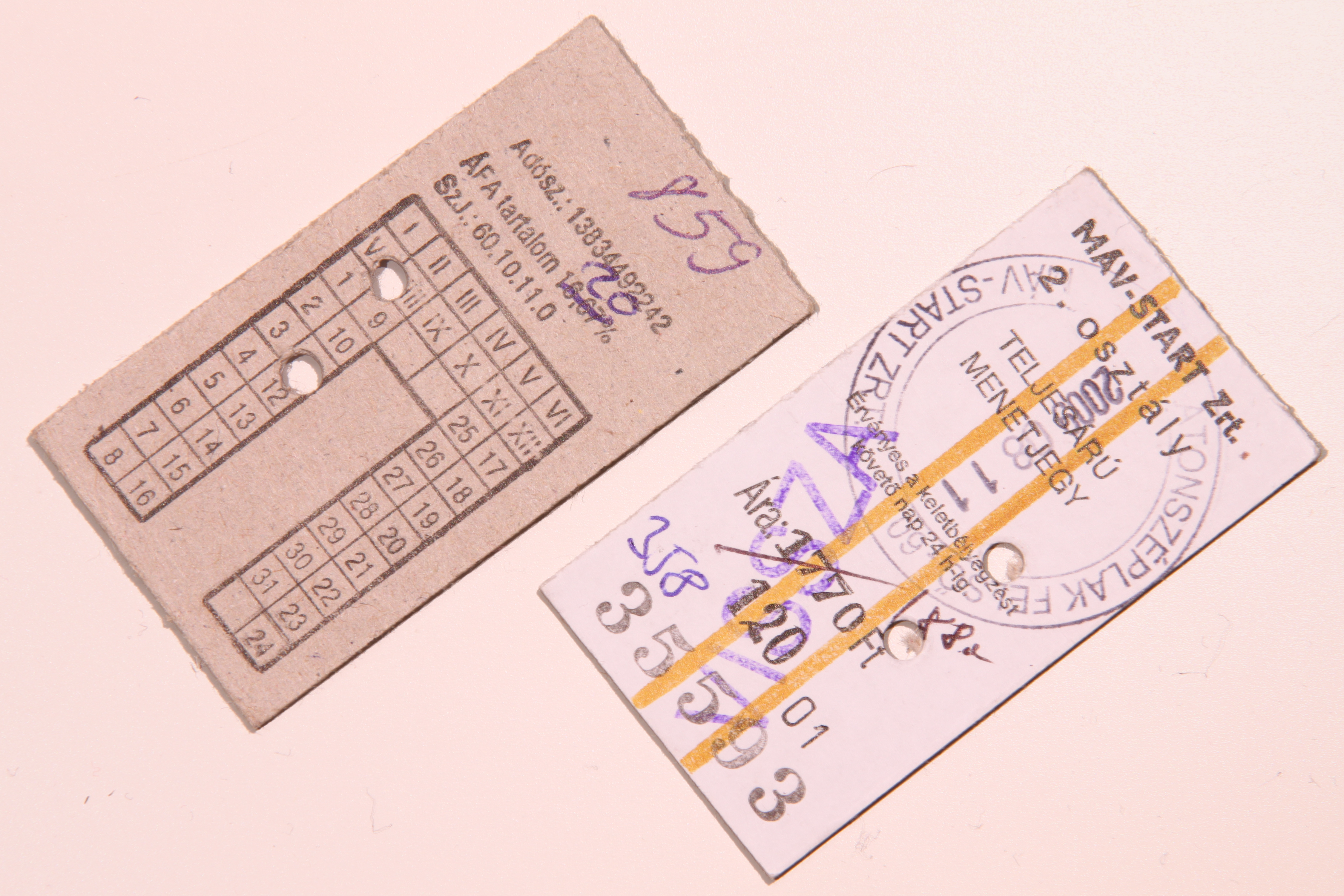
匈牙利直到2009年仍在使用埃德蒙森式車票
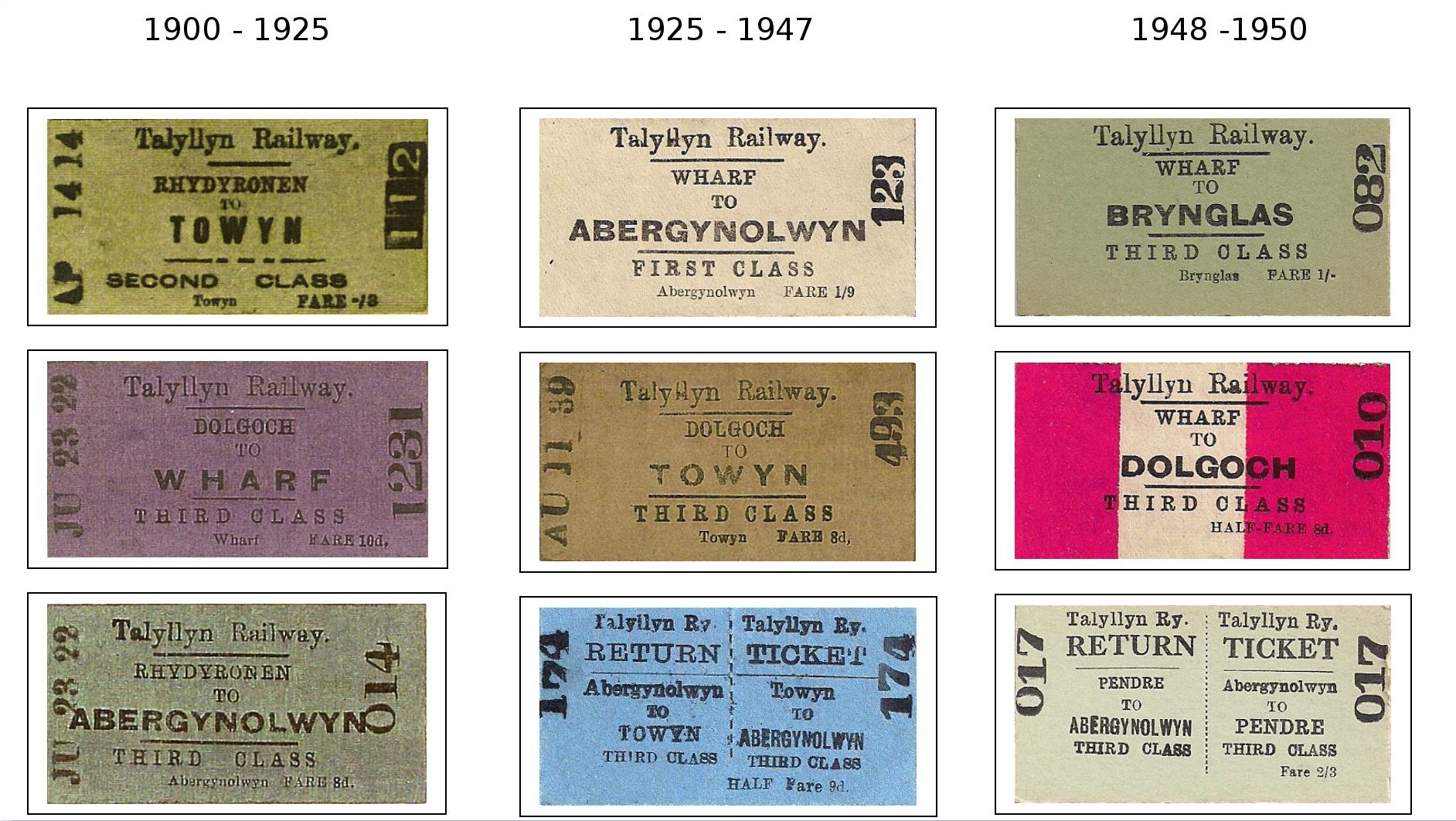
英國泰爾依鐵道出售的埃德蒙森式車票
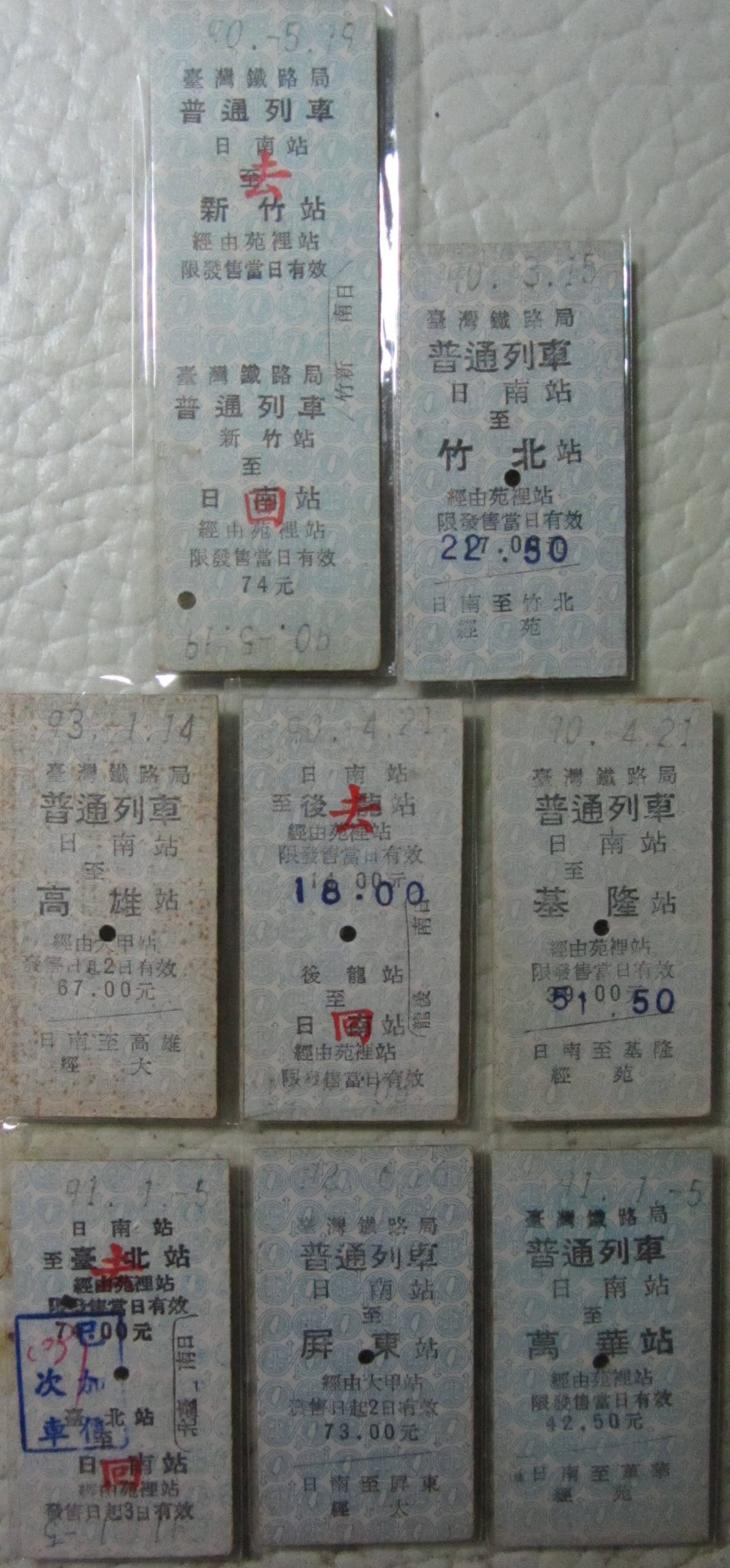
臺灣鐵路管理局日南車站出售的名片式車票
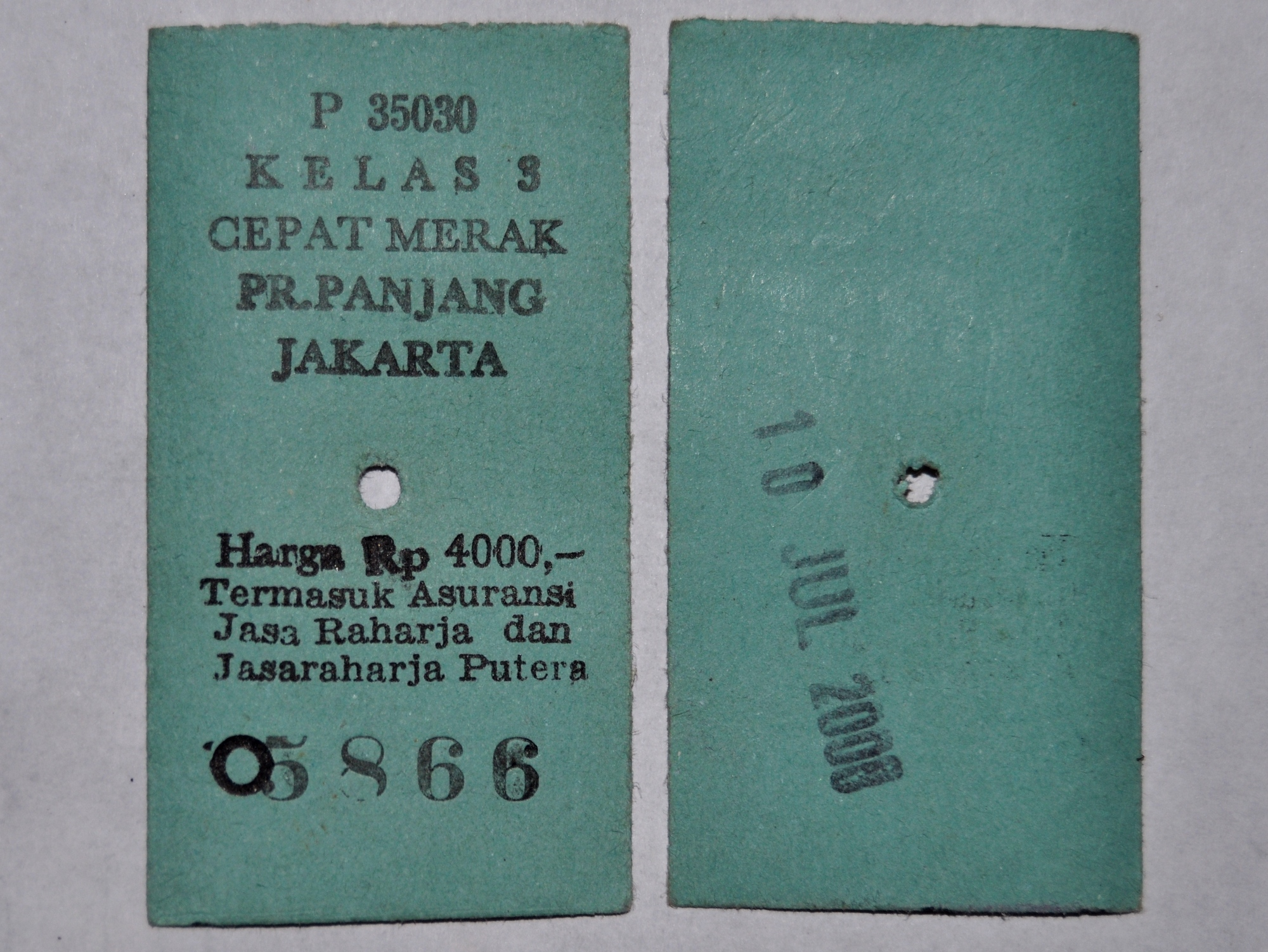
印度尼西亞鐵路於2008年發售的埃德蒙森式車票
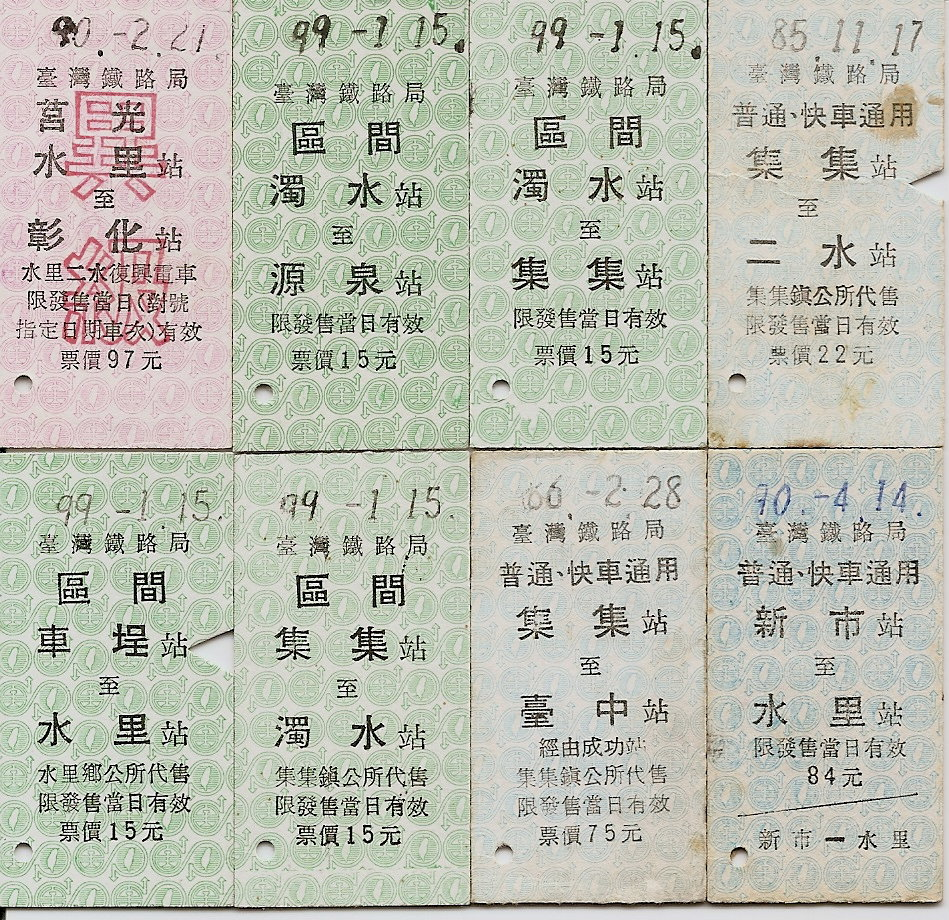
臺灣鐵路管理局集集線各站的名片式車票
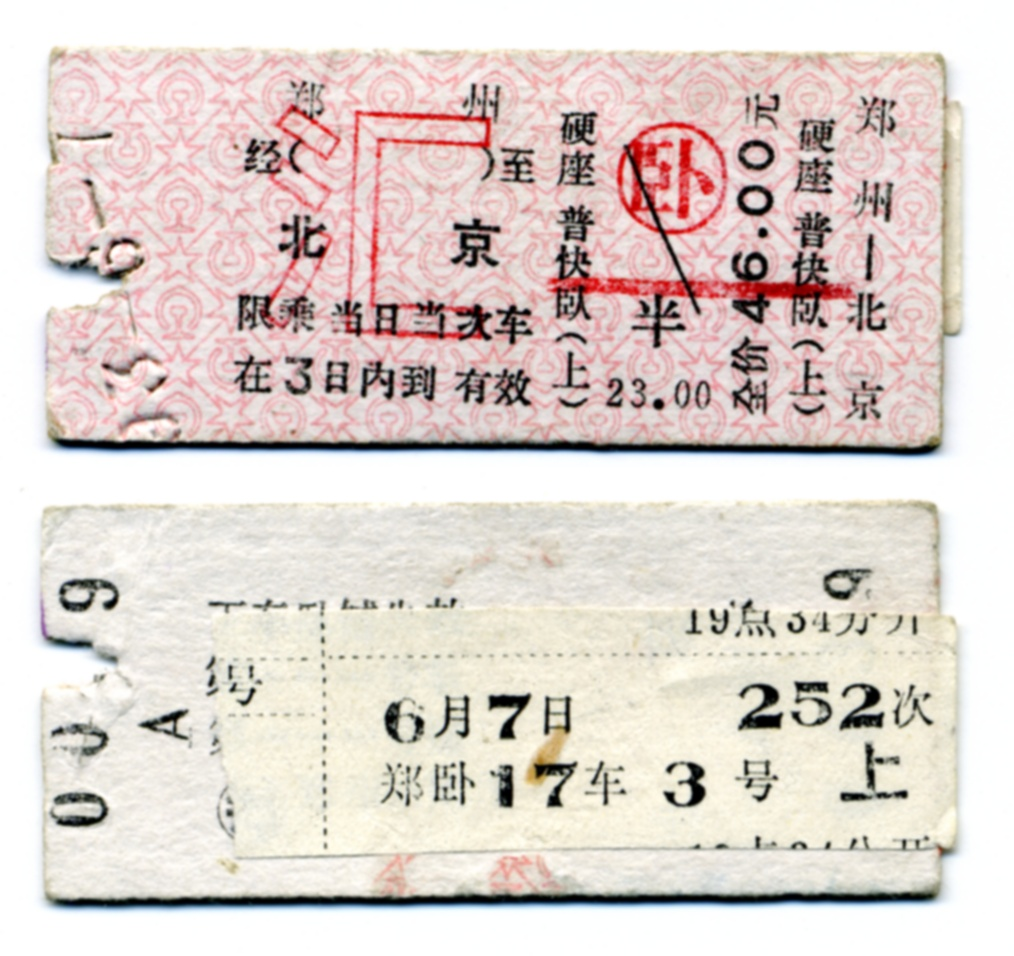
中國鐵路的硬板票
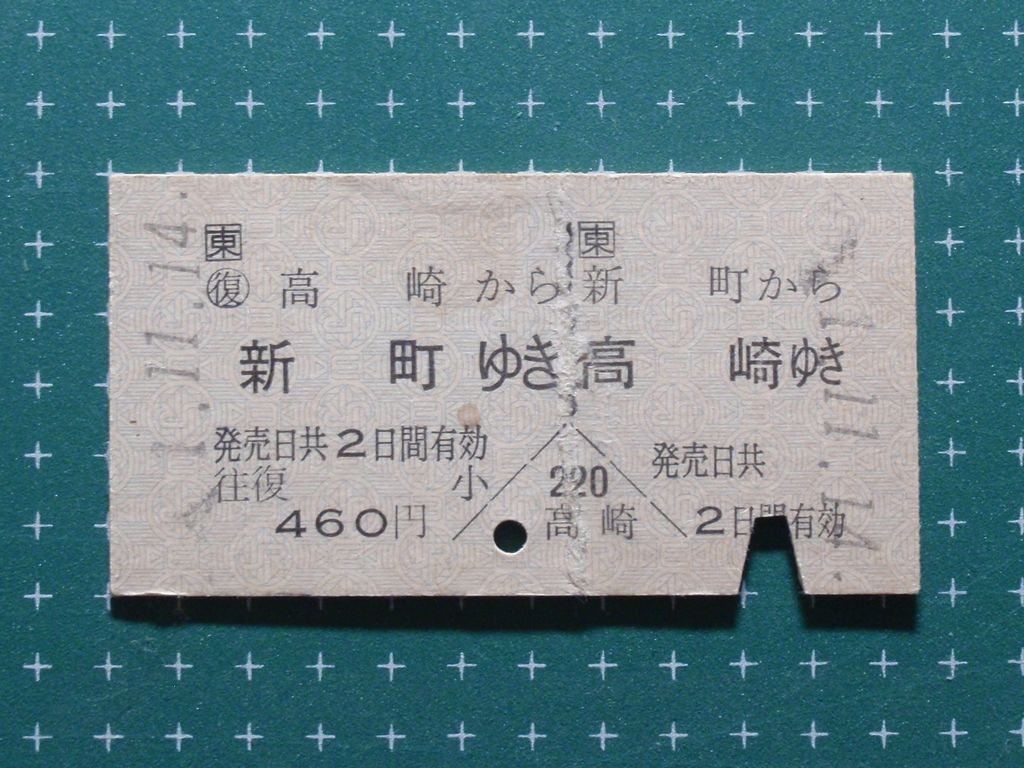
日本的去回票
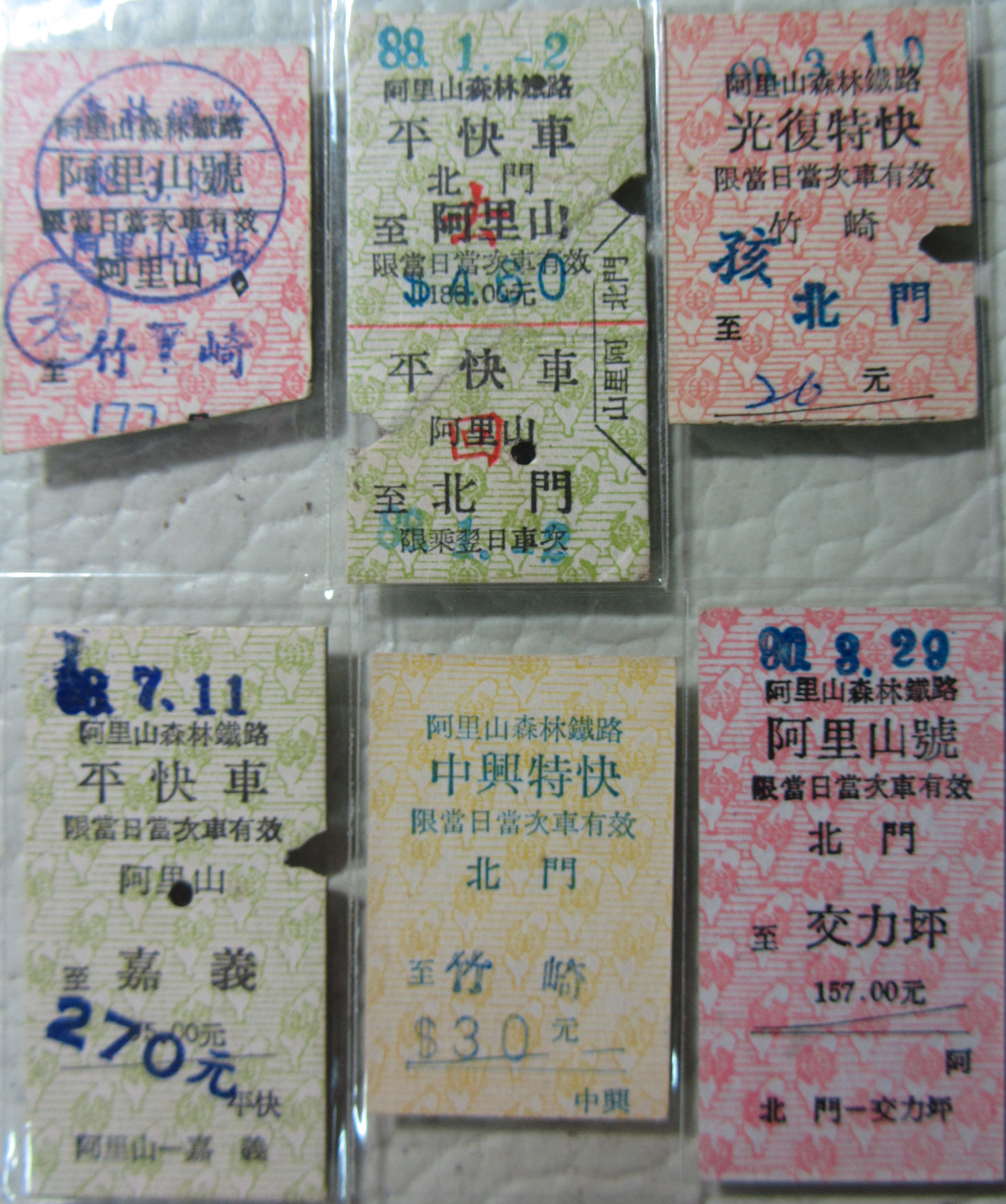
阿里山森林鐵路名片式車票
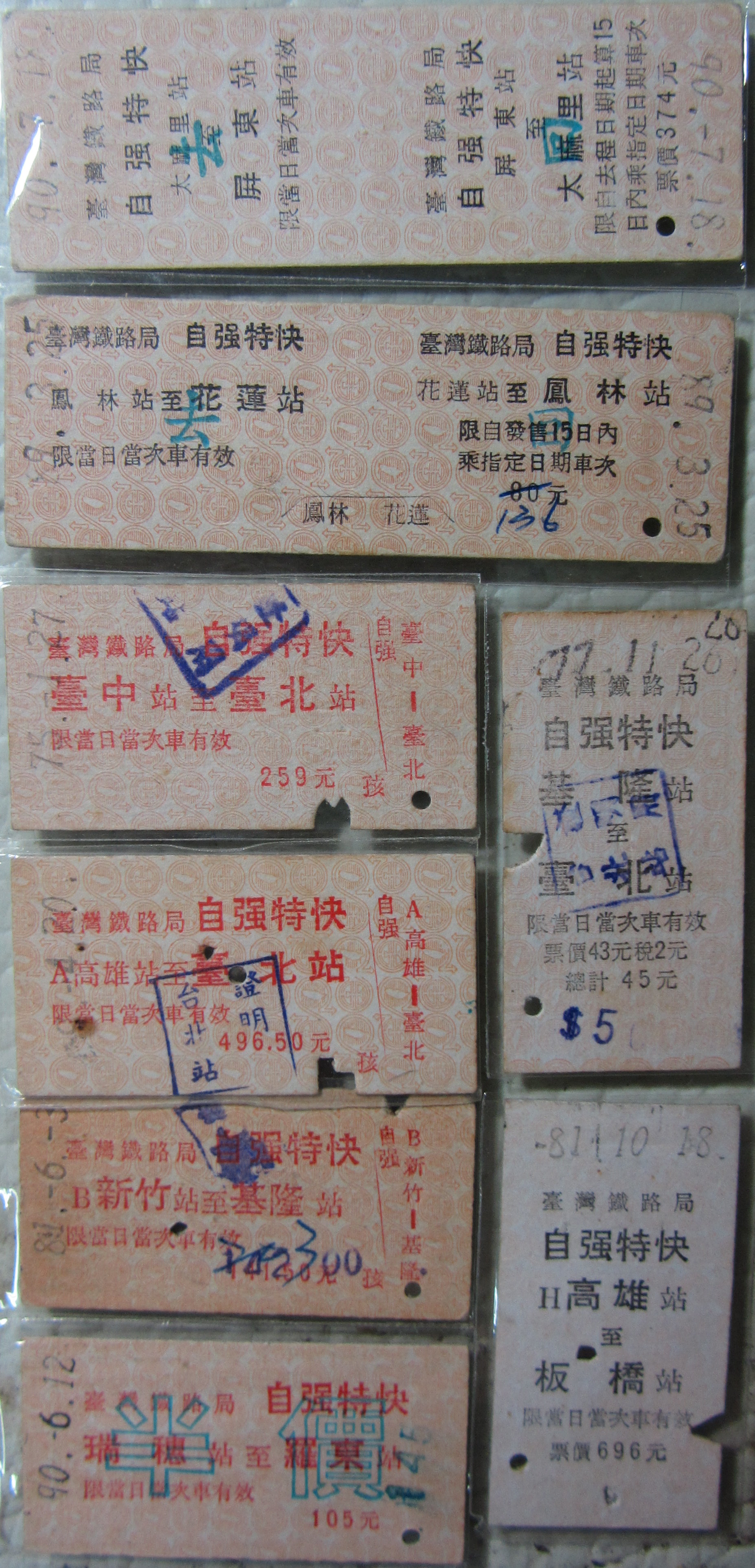
臺灣鐵路管理局各時期印製的自強號名片式車票；較早期的以橫式印刷，被車票收集者稱為「橫自強」
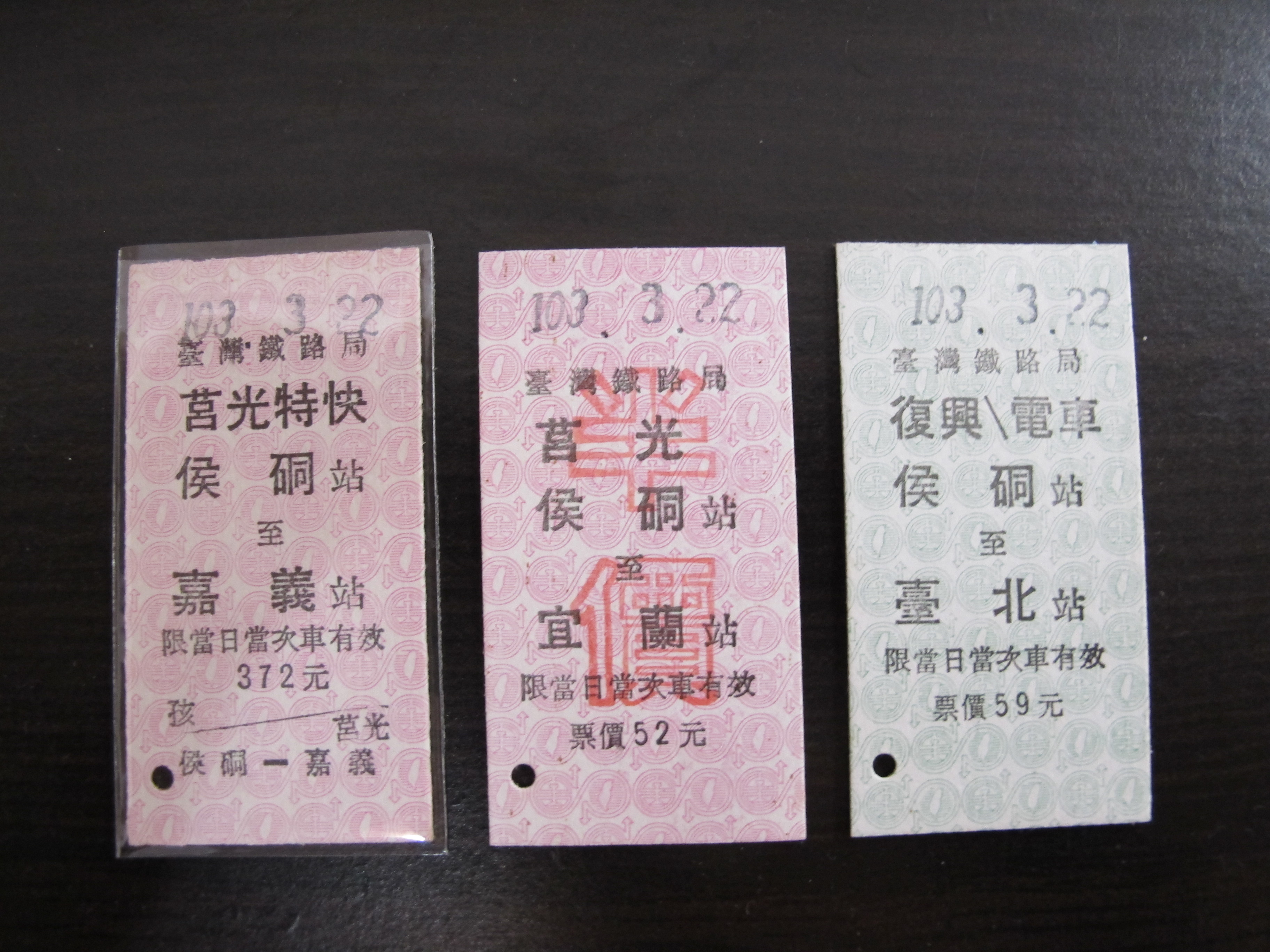
2014年3月22日 臺灣鐵路管理局侯硐站所發售之最末日硬票

### 相關書籍
- Simmonds, Jack and Biddle, Gordon. (Edrs), (1997). The Oxford Companion to British Railway History: From 1603 to the 1990s. Oxford: Oxford University Press. ISBN 0-19-211697-5.

## 延伸閱讀
- Bray, Maurice I., (1986). Railway Tickets, Timetables & Handbills. Ashbourne: Moorland Publishing Co. Ltd. ISBN 0-86190-163-0.
- Farr, Michael (1991). Thomas Edmondson and his Tickets. Andover: author. ISBN 0-905033-13-2
- 约翰·格洛弗（John Glover） "Mechanisation of ticket issuing"[机械化售票]. 现代铁路. 第42卷. 1985年4月号, 第192页—第195页.
- 謝明勳，《台灣鐵道車票圖誌》，火車票房附屬博物館，ISBN 9579933529

## 外部連結
- William Heynes and Christopher White Edmodnson Style Tickets（页面存档备份，存于）
- 日本鉄道切符公園 （页面存档备份，存于）
- 臺鐵 中壢票務中心 名片式客票印製流程簡介 （页面存档备份，存于）
- 經典票子鋪 摟票一族！（页面存档备份，存于）